# 狄诺克拉底
狄诺克拉底（英語：Dinocrates），约活动于公元前4世纪前后。亚历山大大帝统治时期的古希腊著名建筑师之一。他曾为迎合亚历山大大帝之意而计划为其雕凿一座以山峰为背景的坐像，尽管未能遂愿，但他仍然能够凭借由其所设计的亚历山大新城（约公元前330年）的广阔且整齐的平面格局而广为人知。